# Chydenanthus excelsus
Chydenanthus excelsus là một loài thực vật có hoa trong họ Lecythidaceae. Loài này được (Blume) Miers mô tả khoa học đầu tiên năm 1875.